# Ronn Elfors
Ronn Arthur Elfors, även Elfors Lipsker, född 8 april 1971 i Enskede församling, Stockholms län, är en svensk skådespelare.
Elfors debuterade 1986 som femtonåring i julkalendern Julpussar och stjärnsmällar där han gjorde rollen som Jesper. 1991 spelade han i filmen Agnes Cecilia – en sällsam historia och 1997 i TV-serien Snoken. 2005 medverkade han som röstskådespelare i kortfilmen Bland tistlar och 2013 i TV-serien Solsidan.
Utöver film och TV har Elfors varit verksam som producent och ståuppkomiker i Riksteaterns regi. Han har bland annat producerat föreställningarna Sikta mot Davidsstjärnorna och Judarna måste va' tokiga på temat "judisk humor". Med den sistnämnda turnerade han mellan april och december 2013. Elfors är också engagerad vid Pocketteatern.

## Filmografi
- 1986 – Julpussar och stjärnsmällar (TV-serie) – Jesper
- 1991 – Agnes Cecilia – en sällsam historia – Dag
- 1997 – Snoken (TV-serie) – Petter Carlsson i avsnittet Skenet bedrar
- 2005 – Bland tistlar – röst som hornisten
- 2013 – Solsidan (TV-serie) – Hasse Leander
- 2019 – Sommaren med släkten (TV-serie)